# روبرت موليكن
روبرت موليكن (Robert Sanderson Mulliken) هو فيزيائي وكيميائي أمريكي عاش بين 7 يونيو 1896 و31 أكتوبر 1986، وهو حاصل على جائزة نوبل في الكيمياء لسنة 1966 لعمله الأساسي بشأن الروابط الكيميائية والتركيب الإلكتروني للجزيئات من قبل الطريقة المدارية الجزيئية.
ولد روبرت موليكن في ماساتشوستس وكان والده بروفسور كيمياء عضوية في معهد تكنولوجيا ماساتشوستس. خلال طفولته تعلم كيفية تصنيف النباتات. كانت له ذاكرة جيدة ولكنه كان اختيارية أن تتذكر ما تريد وليس كل شيء. فعلى سبيل المثال كان يدرس الألمانية ولكنه لم يكن يتذكر اسم المدرس. التقى خلال صغره بارثر نويس وهو فيزيائي وكيميائي أصبح لاحقا مدير معهد ماساتشوستس للتقنية.
درس روبرت موليكن في معهد نيوبوريبوت. عند تحصله على الشهادة سنة 1913 التحق بمعهد تكنولوجيا ماساتشوستس ودرس الكيمياء كمادة رئيسية. خلال دراسته نشر أول بحث علمي له وكان موضوعه إنتاج كلورايد عضوي. تحصل على بكالوريوس العلوم سنة 1917.
عند تحصله على منصب في الجامعة الأمريكية بواشنطن كانت الولايات المتحدة تخوض الحرب العالمية الأولى وكان يعمل في أبحاث الأسلحة الكيميائية. بعد 9 أشهر تم نقله إلى قسم الأسلحة الكيميائية بالجيش الأمريكي حيث واصل أبحاثه التي بدأها في الجامعة. لكنه لم يكن يجيد العمل في المختبر وسبب حروقا لنفسه وأصيب كذلك بالزكام وهو في المستشفى. في سنة 1919 سجل نفسه للحصول على شهادة الدكتوراة بجامعة شيكاغو وتحصل عليها سنة 1921 ، وكان موضوعها تبخر نظائر الزئبق.
عمل بين 1926 و1928 في قسم الكيمياء بجامعة نيويورك وأصبح يعتبر عندها فيزيائيا بعد أن كان يصنف كيميائيا. عاد إلى جامعة شيكاغو حيث عمل مساعدا لتدريس الفيزياء وأصبح بروفيسورا (أستاذا) سنة 1931. وتحصل على منصب في كلية الكيمياء وآخر في كلية الفيزياء. خلال الحرب العالمية الثانية، أدار بين 1942 و1945 مكتب الاستعلمات حول برنامج البلوتونيوم لجامعة شيكاغو. في سنة 1952 عمل على تطبيقات ميكانيكا الكم على تفاعلات حامض لويس مع قلويات لويس. كما كانت له أبحاث عن السالبية الكهربية وروابط العناصر. تقاعد سنة 1985 وتوفي سنة 1986 إثر أزمة قلبية عند ابنته.

## الجوائز
- جائزة نوبل في الكيمياء (1966).
- قلادة بريستلي (1983).

## روابط خارجية
- روبرت موليكن على موقع الموسوعة البريطانية (الإنجليزية)
- روبرت موليكن على موقع مونزينجر (الألمانية)
- روبرت موليكن على موقع إن إن دي بي (الإنجليزية)